# National Invitation Tournament 1994
Il National Invitation Tournament 1994 è stata la 57ª edizione del torneo. La final four è stata giocata al Madison Square Garden di New York. Ha vinto il titolo la Villanova University, allenata da Steve Lappas. Miglior giocatore del torneo è stato eletto Doremus Bennerman.
| Campione NIT 1994            |
| ---------------------------- |
| Villanova Wildcats 1º titolo |

## Squadra vincitrice
|  | Naz.                   | Ruolo | Sportivo        |  | Alt. |  |  |
|  | ---------------------- | ----- | --------------- |  | ---- |  |  |
|  | Stati Uniti (bandiera) | G     | Kevin Cox       |  | 191  |  |  |
|  | Stati Uniti (bandiera) | G     | Ray Dietz       |  | 193  |  |  |
|  | Stati Uniti (bandiera) | A     | Eric Eberz      |  | 201  |  |  |
|  | Stati Uniti (bandiera) | A     | Jaime Gregg     |  | 203  |  |  |
|  | Stati Uniti (bandiera) | G     | Roscoe Harris   |  | 193  |  |  |
|  | Stati Uniti (bandiera) | G     | Jonathan Haynes |  | 191  |  |  |
|  | Stati Uniti (bandiera) | G     | Kerry Kittles   |  | 196  |  |  |
|  | Stati Uniti (bandiera) | C     | Jason Lawson    |  | 211  |  |  |
|  | Stati Uniti (bandiera) | A     | Zeffy Penn      |  |      |  |  |
|  | Stati Uniti (bandiera) | C     | Art Quarterman  |  | 203  |  |  |
|  | Stati Uniti (bandiera) |       | J. Singleton    |  |      |  |  |
|  | Stati Uniti (bandiera) | G     | Alvin Williams  |  | 196  |  |  |
|  | Stati Uniti (bandiera) | A     | Ron Wilson      |  | 206  |  |  |

- Allenatore: Steve Lappas